# Sidang Mas
Sidang Mas is een bestuurslaag in het regentschap Banyuasin van de provincie Zuid-Sumatra, Indonesië. Sidang Mas telt 1895 inwoners (volkstelling 2010).